# 中国驻桑给巴尔总领事馆
中华人民共和国驻桑给巴尔总领事馆，简称中国驻桑给巴尔总领事馆，是中华人民共和国派驻坦桑尼亚桑给巴尔市的最高级别外交机构。领区包括桑给巴尔。本馆是中华人民共和国在非洲地区开设的第一个领事机构。